# FC Zwolle in het seizoen 1996/97
Het seizoen 1996/1997 was het 86e jaar in het bestaan van de Zwolse voetbalclub FC Zwolle. De club kwam uit in de Eerste divisie en nam ook deel aan het toernooi om de KNVB beker. Het was het eerste seizoen waarin een overwinning drie punten opleverde.  

## Wedstrijdstatistieken

### Eerste divisie
| 1e speelronde | Emmen                                                                                                   | 4 – 1 (1 – 0) | FC Zwolle                                                      | Opstelling FC Zwolle: |
| 21 augustus 1996 Aanvangstijd: --:-- uur Plaats: Emmen Stadion Meerdijk Toeschouwers: 3.766 Scheidsrechter: Eric Braamhaar                   | Henry Meijerman 39' Michel van Oostrum 48' Henry Meijerman 74' Michel van Oostrum 84'                   |               | 88' Jan Bruin                                                  |                       |
| 2e speelronde | FC Zwolle                                                                                               | 1 – 0 (1 – 0) | FC Den Bosch                                                   | Opstelling FC Zwolle: |
| 24 augustus 1996 Aanvangstijd: --:-- uur Plaats: Zwolle Oosterenkstadion Toeschouwers: 2.850 Scheidsrechter: Patrick Gerritsen               | Elroy Kromheer 27'                                                                                      |               |                                                                |                       |
| 3e speelronde | FC Zwolle                                                                                               | 1 – 1 (0 – 1) | BV Veendam                                                     | Opstelling FC Zwolle: |
| 4 september 1996 Aanvangstijd: --:-- uur Plaats: Zwolle Oosterenkstadion Toeschouwers: 2.350 Scheidsrechter: Pieter Vink                     | Martin Reijnders 85'                                                                                    |               | 42' Arek Radomski                                              |                       |
| 4e speelronde | FC Zwolle                                                                                               | 2 – 0 (1 – 0) | RBC                                                            | Opstelling FC Zwolle: |
| 7 september 1996 Aanvangstijd: --:-- uur Plaats: Zwolle Oosterenkstadion Toeschouwers: 2.350 Scheidsrechter: Ed Helmstrijd                   | Marcel Boudesteyn 7' Albert van der Haar 62'                                                            |               |                                                                |                       |
| 5e speelronde | Telstar                                                                                                 | 2 – 1 (1 – 1) | FC Zwolle                                                      | Opstelling FC Zwolle: |
| 15 september 1996 Aanvangstijd: --:-- uur Plaats: Velsen-Zuid Sportpark Schoonenberg Toeschouwers: 1.203 Scheidsrechter: Wilfred van der Pas | Rini van Roon 14' Rini van Roon (pen) 55'                                                               |               | 3' Arjan Bosschaart                                            |                       |
| 6e speelronde | VVV | 1 – 1 (0 – 0) | FC Zwolle                                                      | Opstelling FC Zwolle: |
| 21 september 1996 Aanvangstijd: --:-- uur Plaats: Venlo De Koel Toeschouwers: 3.052 Scheidsrechter: Ger Buiting                              | John de Wolf 63'                                                                                        |               | 82' Jan Bruin                                                  |                       |
| 7e speelronde | FC Zwolle                                                                                               | 3 – 1 (1 – 0) | Excelsior                                                      | Opstelling FC Zwolle: |
| 27 september 1996 Aanvangstijd: --:-- uur Plaats: Zwolle Oosterenkstadion Toeschouwers: 2.850 Scheidsrechter: Rien Koopman                   | Elroy Kromheer 7' André van Tuinen 51' Elroy Kromheer 56'                                               |               | 77' Ton van Bremen                                             |                       |
| 8e speelronde | Eindhoven                                                                                               | 1 – 2 (0 – 0) | FC Zwolle                                                      | Opstelling FC Zwolle: |
| 3 oktober 1996 Aanvangstijd: --:-- uur Plaats: Eindhoven Jan Louwersstadion Toeschouwers: 2.350 Scheidsrechter: Peter Oskam                  | Jerry de Jong 65'                                                                                       |               | 53' Albert van der Haar 82' Jan Bruin                          |                       |
| 9e speelronde | FC Zwolle                                                                                               | 0 – 1 (0 – 0) | ADO Den Haag                                                   | Opstelling FC Zwolle: |
| 11 oktober 1996 Aanvangstijd: --:-- uur Plaats: Zwolle Oosterenkstadion Toeschouwers: 3.450 Scheidsrechter: Dick van Egmond                  | |               | 81' Maurice Steijn                                             |                       |
| 10e speelronde | TOP Oss                                                                                                 | 2 – 1 (2 – 1) | FC Zwolle                                                      | Opstelling FC Zwolle: |
| 19 oktober 1996 Aanvangstijd: --:-- uur Plaats: Zwolle Sportpark TOP Oss Toeschouwers: 2.335 Scheidsrechter: Eugène Westerink                | Berry Arends 35' Ruben Jordan 41'                                                                       |               | 29' Jan Bruin                                                  |                       |
| 11e speelronde | FC Zwolle                                                                                               | 6 – 1 (4 – 0) | Helmond Sport                                                  | Opstelling FC Zwolle: |
| 25 oktober 1996 Aanvangstijd: --:-- uur Plaats: Zwolle Oosterenkstadion Toeschouwers: 3.100 Scheidsrechter: Wout Schaap                      | Elroy Kromheer 6' Jan Bruin 11' Jan Bruin 24' Sami Ristilä 42' Martin Reijnders (pen) 71' Jan Bruin 79' |               | 50' Marc Latupeirissa                                          |                       |
| 12e speelronde | SC Heracles '74                                                                                         | 2 – 1 (1 – 0) | FC Zwolle                                                      | Opstelling FC Zwolle: |
| 5 november 1996 Aanvangstijd: --:-- uur Plaats: Almelo Bornsestraat Toeschouwers: 2.322 Scheidsrechter: Patrick Gerritsen                    | Ruben Klaver 41' Folkert Velten (pen) 46'                                                               |               | 61' Arjan Bosschaart                                           |                       |
| 13e speelronde | FC Zwolle                                                                                               | 3 – 0 (0 – 0) | Haarlem                                                        | Opstelling FC Zwolle: |
| 8 november 1996 Aanvangstijd: --:-- uur Plaats: Zwolle Oosterenkstadion Toeschouwers: 2.950 Scheidsrechter: Fred Sterk                       | André van Tuinen 51' Arjan Bosschaart 67' Jan Bruin 74'                                                 |               |                                                                |                       |
| 14e speelronde | MVV | 1 – 1 (0 – 1) | FC Zwolle                                                      | Opstelling FC Zwolle: |
| 16 november 1996 Aanvangstijd: --:-- uur Plaats: Maastricht De Geusselt Toeschouwers: 3.120 Scheidsrechter: Harrie van Beek                  | Rik Platvoet 90'                                                                                        |               | 4' Sami Ristilä                                                |                       |
| 15e speelronde | FC Zwolle                                                                                               | 1 – 3 (1 – 1) | Cambuur Leeuwarden                                             | Opstelling FC Zwolle: |
| 22 november 1996 Aanvangstijd: --:-- uur Plaats: Zwolle Oosterenkstadion Toeschouwers: 3.450 Scheidsrechter: Peter Oskam                     | Claus Boekweg (pen) 6'                                                                                  |               | 8' Frank Berghuis 47' (pen) Arno Arts 51' Marcel Keizer        |                       |
| 16e speelronde | Dordrecht '90                                                                                           | 0 – 0         | FC Zwolle                                                      | Opstelling FC Zwolle: |
| 28 november 1996 Aanvangstijd: --:-- uur Plaats: Dordrecht Stadion Krommedijk Toeschouwers: 1.000 Scheidsrechter: Jef van Vliet              | |               |                                                                |                       |
| 17e speelronde | FC Zwolle                                                                                               | 2 – 0 (0 – 0) | Go Ahead Eagles                                                | Opstelling FC Zwolle: |
| 6 december 1996 Aanvangstijd: --:-- uur Plaats: Zwolle Oosterenkstadion Toeschouwers: 6.700 Scheidsrechter: Hans Reygwart                    | André van Tuinen 53' Claus Boekweg (pen) 65'                                                            | IJsselderby   |                                                                |                       |
| 18e speelronde | FC Zwolle                                                                                               | 3 – 2 (2 – 0) | Emmen                                                          | Opstelling FC Zwolle: |
| 20 december 1996 Aanvangstijd: --:-- uur Plaats: Zwolle Oosterenkstadion Toeschouwers: 4.000 Scheidsrechter: Adriaan Inia                    | Sami Ristilä 12' Sami Ristilä 39' Jan Bruin 56'                                                         |               | 83' Michel van Oostrum 90' Michel van Oostrum                  |                       |
| 19e speelronde | FC Den Bosch                                                                                            | 1 – 2 (1 – 2) | FC Zwolle                                                      | Opstelling FC Zwolle: |
| 15 februari 1997 Aanvangstijd: --:-- uur Plaats: 's-Hertogenbosch Stadion De Vliert Toeschouwers: 1.612 Scheidsrechter: Eric Braamhaar       | Fred van der Hoorn 11'                                                                                  |               | 8' (pen) Claus Boekweg 42' Sami Ristilä                        |                       |
| 20e speelronde | BV Veendam                                                                                              | 2 – 1 (0 – 0) | FC Zwolle                                                      | Opstelling FC Zwolle: |
| 22 februari 1997 Aanvangstijd: --:-- uur Plaats: Veendam De Langeleegte Toeschouwers: 3.829 Scheidsrechter: Fred Sterk                       | René Alberts 47' Bart van der Meulen 90'                                                                |               | 63' Jan Bruin                                                  |                       |
| 21e speelronde | RBC | 0 – 1 (0 – 0) | FC Zwolle                                                      | Opstelling FC Zwolle: |
| 1 maart 1997 Aanvangstijd: --:-- uur Plaats: Roosendaal Sportpark De Luiten Toeschouwers: 1.800 Scheidsrechter: Wout Schaap                  | |               | 69' Albert van der Haar                                        |                       |
| 22e speelronde | FC Zwolle                                                                                               | 4 – 1 (2 – 0) | Telstar                                                        | Opstelling FC Zwolle: |
| 7 maart 1997 Aanvangstijd: --:-- uur Plaats: Zwolle Oosterenkstadion Toeschouwers: 3.450 Scheidsrechter: Dick van Egmond                     | Albert van der Haar 42' Jan Bruin 43' Claus Boekweg (pen) 67' Lucian Ilie 72'                           |               | 87' Raimundo Mendes                                            |                       |
| 23e speelronde | FC Zwolle                                                                                               | 0 – 3 (0 – 0) | VVV                                                            | Opstelling FC Zwolle: |
| 14 maart 1997 Aanvangstijd: --:-- uur Plaats: Zwolle Oosterenkstadion Toeschouwers: 3.150 Scheidsrechter: Ed Helmstrijd                      | |               | 56' Edgar van der Roer 69' Edgar van der Roer 84' Milco Pieren |                       |
| 24e speelronde | Excelsior                                                                                               | 1 – 2 (0 – 1) | FC Zwolle                                                      | Opstelling FC Zwolle: |
| 22 maart 1997 Aanvangstijd: --:-- uur Plaats: Rotterdam Stadion Woudestein Toeschouwers: 800 Scheidsrechter: Pieter Vink                     | Miroslav Stefanovic 87'                                                                                 |               | 22' Jan Bruin 85' Lucian Ilie                                  |                       |
| 25e speelronde | FC Zwolle                                                                                               | 0 – 0         | Eindhoven                                                      | Opstelling FC Zwolle: |
| 28 maart 1997 Aanvangstijd: --:-- uur Plaats: Zwolle Oosterenkstadion Toeschouwers: 6.300 Scheidsrechter: Jack van Hulten                    | |               |                                                                |                       |
| 26e speelronde | ADO Den Haag                                                                                            | 1 – 2 (1 – 0) | FC Zwolle                                                      | Opstelling FC Zwolle: |
| 5 april 1997 Aanvangstijd: --:-- uur Plaats: Den Haag Zuiderparkstadion Toeschouwers: 3.111 Scheidsrechter: Hennie de Graaf                  | Edwin Grünholz 45'                                                                                      |               | 71' Milles Reingoud 86' Lucian Ilie                            |                       |
| 27e speelronde | FC Zwolle                                                                                               | 3 – 1 (1 – 1) | TOP Oss                                                        | Opstelling FC Zwolle: |
| 11 april 1997 Aanvangstijd: --:-- uur Plaats: Zwolle Oosterenkstadion Toeschouwers: 3.150 Scheidsrechter: Eric Braamhaar                     | Sami Ristilä 40' Marcel Boudesteyn 89' Lucian Ilie 90'                                                  |               | 43' Jerry Taihuttu                                             |                       |
| 28e speelronde | Helmond Sport                                                                                           | 0 – 0         | FC Zwolle                                                      | Opstelling FC Zwolle: |
| 20 april 1997 Aanvangstijd: --:-- uur Plaats: Helmond Stadion De Braak Toeschouwers: 1.800 Scheidsrechter: Ron Karremans                     | |               |                                                                |                       |
| 29e speelronde | FC Zwolle                                                                                               | 1 – 1 (0 – 1) | SC Heracles '74                                                | Opstelling FC Zwolle: |
| 25 april 1997 Aanvangstijd: --:-- uur Plaats: Zwolle Oosterenkstadion Toeschouwers: 3.350 Scheidsrechter: Peter Oskam                        | Sami Ristilä 56'                                                                                        |               | 12' Ruben Klaver                                               |                       |
| 30e speelronde | Haarlem                                                                                                 | 3 – 3 (1 – 1) | FC Zwolle                                                      | Opstelling FC Zwolle: |
| 3 mei 1997 Aanvangstijd: --:-- uur Plaats: Haarlem Haarlemstadion Toeschouwers: 1.512 Scheidsrechter: Adriaan Inia                           | Piet Keur 30' Maurice Gijzen 71' Piet Keur 78'                                                          |               | 20' Jan Bruin 48' Jussi Nuorela 79' Elroy Kromheer             |                       |
| 31e speelronde | FC Zwolle                                                                                               | 0 – 0         | MVV                                                            | Opstelling FC Zwolle: |
| 9 mei 1997 Aanvangstijd: --:-- uur Plaats: Zwolle Oosterenkstadion Toeschouwers: 3.750 Scheidsrechter: Ad van Meerkerk                       | |               |                                                                |                       |
| 32e speelronde | Cambuur Leeuwarden                                                                                      | 2 – 0 (1 – 0) | FC Zwolle                                                      | Opstelling FC Zwolle: |
| 17 mei 1997 Aanvangstijd: --:-- uur Plaats: Leeuwarden Cambuurstadion Toeschouwers: 5.500 Scheidsrechter: Dick van Egmond                    | Leonard van Utrecht 5' Arno Arts (pen) 55'                                                              |               |                                                                |                       |
| 33e speelronde | FC Zwolle                                                                                               | 2 – 2 (1 – 1) | Dordrecht '90                                                  | Opstelling FC Zwolle: |
| 24 mei 1997 Aanvangstijd: --:-- uur Plaats: Zwolle Oosterenkstadion Toeschouwers: 3.250 Scheidsrechter: Richard Slot                         | Sami Ristilä 29' Harry Sinkgraven 76'                                                                   |               | 7' Peter van der Veen 74' Melvin Leerdam                       |                       |
| 34e speelronde | Go Ahead Eagles                                                                                         | 0 – 1 (0 – 0) | FC Zwolle                                                      | Opstelling FC Zwolle: |
| 31 mei 1997 Aanvangstijd: --:-- uur Plaats: Deventer De Adelaarshorst Toeschouwers: 5.300 Scheidsrechter: Rien Koopman                       | | IJsselderby   | 65' Jan Bruin                                                  |                       |

### Nacompetitie
| 1e speelronde | ADO Den Haag | 0 – 2 (0 – 1) | FC Zwolle                                    | Opstelling FC Zwolle: |
| 4 juni 1997 Aanvangstijd: --:-- uur Plaats: Den Haag Zuiderparkstadion Toeschouwers: 5.585 Scheidsrechter: René Temmink    | |               | 38' (pen) Claus Boekweg 90' Arjan Bosschaart |                       |
| 2e speelronde | FC Zwolle | 1 – 0 (1 – 0) | RKC Waalwijk                                 | Opstelling FC Zwolle: |
| 7 juni 1997 Aanvangstijd: --:-- uur Plaats: Zwolle Oosterenkstadion Toeschouwers: 5.750 Scheidsrechter: Jef van Vliet      | Sami Ristilä 18' |               |                                              |                       |
| 3e speelronde | Emmen | 2 – 1 (2 – 1) | FC Zwolle                                    | Opstelling FC Zwolle: |
| 11 juni 1997 Aanvangstijd: --:-- uur Plaats: Emmen Stadion Meerdijk Toeschouwers: 4.356 Scheidsrechter: Dick Jol           | Michel van Oostrum 5' Michel van Oostrum 18'                                                                          |               | 43' Elroy Kromheer                           |                       |
| 4e speelronde | FC Zwolle | 1 – 0 (0 – 0) | Emmen                                        | Opstelling FC Zwolle: |
| 14 juni 1997 Aanvangstijd: --:-- uur Plaats: Zwolle Oosterenkstadion Toeschouwers: 7.250 Scheidsrechter: Jaap Uilenberg    | Marco Roelofsen 57'                                                                                                   |               |                                              |                       |
| 5e speelronde | RKC Waalwijk | 6 – 0 (1 – 0) | FC Zwolle                                    | Opstelling FC Zwolle: |
| 18 juni 1997 Aanvangstijd: --:-- uur Plaats: Waalwijk Mandemakers Stadion Toeschouwers: 7.000 Scheidsrechter: René Temmink | Alfred Schreuder 45' Hans van Arum 50' Clyde Wijnhard 51' Patrick van Diemen 56' Clyde Wijnhard 63' Hans van Arum 67' |               |                                              |                       |
| 6e speelronde | FC Zwolle | 1 – 1 (1 – 0) | ADO Den Haag                                 | Opstelling FC Zwolle: |
| 22 juni 1997 Aanvangstijd: --:-- uur Plaats: Zwolle Oosterenkstadion Toeschouwers: 3.750 Scheidsrechter: Ed Helmstrijd     | Jan Bruin 14' |               | 67' John de Jong                             |                       |

### KNVB beker
| Groepsfase | FC Zwolle                                                       | 1 – 1 (0 – 0) | Vitesse                                                                                           | Opstelling FC Zwolle: |
| 16 augustus 1996 Aanvangstijd: --:-- uur Plaats: Zwolle Oosterenkstadion Toeschouwers: 1.500 Scheidsrechter: Ruud Bossen         | Jan Bruin 60'                                                   |               | 48' Roy Makaay                                                                                    |                       |
| Groepsfase | DOVO                                                            | 3 – 2 (1 – 1) | FC Zwolle                                                                                         | Opstelling FC Zwolle: |
| 30 augustus 1996 Aanvangstijd: --:-- uur Plaats: Veenendaal Sportpark Panhuis Toeschouwers: 1.000 Scheidsrechter: Wim Rijsbergen | Christiaan Wolf 14' Peter van den Top 75' Peter van den Top 87' |               | 9' Harry Sinkgraven 83' Lucian Ilie                                                               |                       |
| Groepsfase | GVVV                                                            | 2 – 3 (2 – 1) | FC Zwolle                                                                                         | Opstelling FC Zwolle: |
| 18 september 1996 Aanvangstijd: --:-- uur Plaats: Veenendaal Sportpark Panhuis Toeschouwers: 550 Scheidsrechter: Bert Smeets     | Berto Smit 2' Berto Smit 44'                                    |               | 22' Martin Reijnders 83' Lucian Ilie 90' Alfred Knippenberg                                       |                       |
| 2e ronde | FC Zwolle                                                       | 2 – 1 (0 – 1) | Fortuna Sittard                                                                                   | Opstelling FC Zwolle: |
| 1 december 1996 Aanvangstijd: --:-- uur Plaats: Zwolle Oosterenkstadion Toeschouwers: 2.350 Scheidsrechter: Rien Koopman         | Sami Ristilä 50' Harry Sinkgraven 71'                           |               | 28' Robert Roest                                                                                  |                       |
| 1/8 finales | FC Zwolle                                                       | 2 – 1 (2 – 1) | FC Volendam                                                                                       | Opstelling FC Zwolle: |
| 7 februari 1997 Aanvangstijd: --:-- uur Plaats: Zwolle Oosterenkstadion Toeschouwers: 3.000 Scheidsrechter: Jack van Hulten      | Johan Steur (e.d.) 14' Jan Bruin 27'                            |               | 15' Radoslav Samardzic                                                                            |                       |
| Kwartfinale | FC Zwolle                                                       | 0 – 5 (0 – 2) | Roda JC                                                                                           | Opstelling FC Zwolle: |
| 11 maart 1997 Aanvangstijd: --:-- uur Plaats: Zwolle Oosterenkstadion Toeschouwers: 7.500 Scheidsrechter: René Temmink           |                                                                 |               | 31' Edwin Vurens 40' (pen) Gerald Sibon 48' Maarten Schops 70' Arno Doomernik 81' Peter Van Houdt |                       |

## Selectie en technische staf

### Selectie 1996/97
| Nr.           | Nat.               | Naam                | Competitie | Competitie | Beker      | Beker      | Nacompetitie | Nacompetitie | Totaal     | Totaal     | Seizoen    | Vorige club         | Debuut     |            |
| Nr.           | Nat.               | Naam                | W          |            | W          |            | W            |              | W          |            | Seizoen    | Vorige club         | Debuut     |            |
| Doelmannen    | Doelmannen         | Doelmannen          | Doelmannen | Doelmannen | Doelmannen | Doelmannen | Doelmannen   | Doelmannen   | Doelmannen | Doelmannen | Doelmannen | Doelmannen          | Doelmannen | Doelmannen |
| ------------- | ------------------ | ------------------- | ---------- | ---------- | ---------- | ---------- | ------------ | ------------ | ---------- | ---------- | ---------- | ------------------- | ---------- | ---------- |
| -             | Vlag van Nederland | Henk Timmer         | 34         | 0          | 0          | 0          | 0            | 0            | 34         | 0          | 8e         | Jeugd               | -          |            |
| Verdedigers   |                    |                     |            |            |            |            |              |              |            |            |            |                     |            |            |
| -             | Vlag van Nederland | Claus Boekweg       | 32         | 4          | 0          | 0          | 0            | 1            | 32         | 5          | 2e         | FC Groningen        | -          |            |
| -             | Vlag van Nederland | Albert van der Haar | 33         | 4          | 0          | 0          | 0            | 0            | 33         | 4          | 3e         | Jeugd               | -          |            |
| -             | Vlag van Nederland | Elroy Kromheer      | 30         | 5          | 0          | 0          | 0            | 1            | 30         | 6          | 1e         | FC Volendam         | -          |            |
| -             | Vlag van Finland   | Jussi Nuorela       | 9          | 1          | 0          | 0          | 0            | 0            | 9          | 1          | 1e         | FC Haka Valkeakoski | -          |            |
| -             | Vlag van Nederland | Björn Raven         | 5          | 0          | 0          | 0          | 0            | 0            | 5          | 0          | 2e         | PSV                 | -          |            |
| -             | Vlag van Nederland | André van Tuinen    | 19         | 3          | 0          | 0          | 0            | 0            | 19         | 3          | 1e         | sc Heerenveen       | -          |            |
| -             | Vlag van Nederland | Peter de Waal       | 17         | 0          | 0          | 0          | 0            | 0            | 17         | 0          | 1e         | Haarlem             | -          |            |
| -             | Vlag van Nederland | Robert Wijnands     | 27         | 0          | 0          | 0          | 0            | 0            | 27         | 0          | 1e         | FC Utrecht          | -          |            |
| Middenvelders |                    |                     |            |            |            |            |              |              |            |            |            |                     |            |            |
| -             | Vlag van Nederland | Gerald van den Belt | 10         | 0          | 0          | 0          | 0            | 0            | 10         | 0          | 2e         | Jeugd               | -          |            |
| -             | Vlag van Nederland | Marcel Boudesteyn   | 30         | 2          | 0          | 0          | 0            | 0            | 30         | 2          | 1e         | FC Groningen        | -          |            |
| -             | Vlag van Roemenië  | Lucian Ilie         | 30         | 4          | 0          | 2          | 0            | 0            | 30         | 6          | 1e         | BV Veendam          | -          |            |
| -             | Vlag van Nederland | Alfred Knippenberg  | 22         | 0          | 0          | 1          | 0            | 0            | 22         | 1          | 2e         | VVV                 | -          |            |
| -             | Vlag van Nederland | Milles Reingoud     | 11         | 1          | 0          | 0          | 0            | 0            | 11         | 1          | 3e         | PSV                 | -          |            |
| -             | Vlag van Nederland | Marco Roelofsen     | 13         | 0          | 0          | 0          | 0            | 1            | 13         | 1          | 2e         | sc Heerenveen       | -          |            |
| -             | Vlag van Nederland | Harry Sinkgraven    | 33         | 1          | 0          | 2          | 0            | 0            | 33         | 3          | 4e         | Cambuur Leeuwarden  | -          |            |
| -             | Vlag van Nederland | Arne Slot           | 4          | 0          | 1          | 0          | 2            | 0            | 7          | 0          | 2e         | Jeugd               | -          |            |
| -             | Vlag van Nederland | Jan Wicher Vellinga | 0          | 0          | 0          | 0          | 0            | 0            | 0          | 0          | 2e         | Jeugd               | -          |            |
| Aanvallers    |                    |                     |            |            |            |            |              |              |            |            |            |                     |            |            |
| -             | Vlag van Nederland | Arjan Bosschaart    | 24         | 3          | 0          | 0          | 0            | 1            | 24         | 4          | 1e         | Jeugd               | -          |            |
| -             | Vlag van Nederland | Jan Bruin           | 33         | 14         | 0          | 2          | 0            | 1            | 33         | 17         | 2e         | Cambuur Leeuwarden  | -          |            |
| -             | Vlag van Nederland | Martin Reijnders    | 27         | 2          | 0          | 1          | 0            | 0            | 27         | 3          | 8e         | Jeugd               | -          |            |
| -             | Vlag van Finland   | Sami Ristilä        | 26         | 8          | 0          | 1          | 0            | 1            | 26         | 10         | 1e         | FC Haka Valkeakoski | -          |            |
| Nr.           | Nat.               | Naam                | W          |            | W          |            | W            |              | W          |            | Seizoen    | Vorige club         | Debuut     |            |
| Nr.           | Nat.               | Naam                | Competitie | Competitie | Beker      | Beker      | Nacompetitie | Nacompetitie | Totaal     | Totaal     | Seizoen    | Vorige club         | Debuut     |            |

### Technische staf
| Naam       | Functie      |
| ---------- | ------------ |
| Jan Everse | Hoofdtrainer |

## Statistieken FC Zwolle 1996/1997

### Eindstand FC Zwolle in de Nederlandse Eerste divisie 1996 / 1997
| Stand | Gespeeld | Gewonnen | Gelijk | Verloren | Punten | Doelpunten voor | Doelpunten tegen | Gele kaarten | Rode kaarten |
| ----- | -------- | -------- | ------ | -------- | ------ | --------------- | ---------------- | ------------ | ------------ |
| 5e    | 34       | 15       | 10     | 9        | 55     | 52              | 40               | –            | –            |

### Topscorers
| #      | Naam                | Goal |
| ------ | ------------------- | ---- |
| 1.     | Jan Bruin           | 14   |
| 2.     | Sami Ristilä        | 8    |
| 3.     | Elroy Kromheer      | 5    |
| 4.     | Claus Boekweg       | 4    |
| 4.     | Albert van der Haar | 4    |
| 4.     | Lucian Ilie         | 4    |
| 7.     | Arjan Bosschaart    | 3    |
| 7.     | André van Tuinen    | 3    |
| 9.     | Marcel Boudesteyn   | 2    |
| 9.     | Martin Reijnders    | 2    |
| 11.    | Jussi Nuorela       | 1    |
| 11.    | Milles Reingoud     | 1    |
| 11.    | Harry Sinkgraven    | 1    |
| Totaal | Totaal              | 52   |

| #              | Naam                      | Goal |
| -------------- | ------------------------- | ---- |
| 1.             | Jan Bruin                 | 2    |
| 1.             | Lucian Ilie               | 2    |
| 1.             | Harry Sinkgraven          | 2    |
| 4.             | Alfred Knippenberg        | 1    |
| 4.             | Martin Reijnders          | 1    |
| 4.             | Sami Ristilä              | 1    |
| Eigen doelpunt |                           |      |
| –              | Johan Steur (FC Volendam) | 1    |
| Totaal         | Totaal                    | 10   |

### Kaarten
| #      | Naam        |   |
| ------ | ----------- | - |
| 1.     | Naam speler | - |
| Totaal | Totaal      | - |

| #      | Naam        |   |
| ------ | ----------- | - |
| 1.     | Naam speler | - |
| Totaal | Totaal      | - |

| #      | Naam        |   |
| ------ | ----------- | - |
| 1.     | Naam speler | - |
| Totaal | Totaal      | - |

### Punten per speelronde
| Speelronde | 1 | 2 | 3 | 4 | 5 | 6 | 7 | 8 | 9 | 10 | 11 | 12 | 13 | 14 | 15 | 16 | 17 | 18 | 19 | 20 | 21 | 22 | 23 | 24 | 25 | 26 | 27 | 28 | 29 | 30 | 31 | 32 | 33 | 34 |
| ---------- | - | - | - | - | - | - | - | - | - | -- | -- | -- | -- | -- | -- | -- | -- | -- | -- | -- | -- | -- | -- | -- | -- | -- | -- | -- | -- | -- | -- | -- | -- | -- |
| Punten     | 0 | 3 | 1 | 3 | 0 | 1 | 3 | 3 | 0 | 0  | 3  | 0  | 3  | 1  | 0  | 1  | 3  | 3  | 3  | 0  | 3  | 3  | 0  | 3  | 1  | 3  | 3  | 1  | 1  | 1  | 1  | 0  | 1  | 3  |

### Punten na speelronde
| Speelronde | 1 | 2 | 3 | 4 | 5 | 6 | 7  | 8  | 9  | 10 | 11 | 12 | 13 | 14 | 15 | 16 | 17 | 18 | 19 | 20 | 21 | 22 | 23 | 24 | 25 | 26 | 27 | 28 | 29 | 30 | 31 | 32 | 33 | 34 |
| ---------- | - | - | - | - | - | - | -- | -- | -- | -- | -- | -- | -- | -- | -- | -- | -- | -- | -- | -- | -- | -- | -- | -- | -- | -- | -- | -- | -- | -- | -- | -- | -- | -- |
| Punten     | 0 | 3 | 4 | 7 | 7 | 8 | 11 | 14 | 14 | 14 | 17 | 17 | 20 | 21 | 21 | 22 | 25 | 28 | 31 | 31 | 34 | 37 | 37 | 40 | 41 | 44 | 47 | 48 | 49 | 50 | 51 | 51 | 52 | 55 |

### Stand na speelronde
| Speelronde | 1   | 2  | 3   | 4  | 5   | 6   | 7  | 8  | 9  | 10 | 11 | 12 | 13 | 14 | 15  | 16  | 17 | 18 | 19 | 20 | 21 | 22 | 23 | 24 | 25 | 26 | 27 | 28 | 29 | 30 | 31 | 32 | 33 | 34 |
| ---------- | --- | -- | --- | -- | --- | --- | -- | -- | -- | -- | -- | -- | -- | -- | --- | --- | -- | -- | -- | -- | -- | -- | -- | -- | -- | -- | -- | -- | -- | -- | -- | -- | -- | -- |
| Stand      | 17e | 8e | 10e | 5e | 10e | 11e | 8e | 6e | 7e | 9e | 8e | 9e | 7e | 6e | 10e | 10e | 9e | 7e | 7e | 8e | 7e | 5e | 5e | 5e | 5e | 5e | 4e | 6e | 6e | 6e | 6e | 6e | 6e | 5e |

### Doelpunten per speelronde
| Speelronde | 1 | 2 | 3 | 4 | 5 | 6 | 7 | 8 | 9 | 10 | 11 | 12 | 13 | 14 | 15 | 16 | 17 | 18 | 19 | 20 | 21 | 22 | 23 | 24 | 25 | 26 | 27 | 28 | 29 | 30 | 31 | 32 | 33 | 34 | Totaal |
| ---------- | - | - | - | - | - | - | - | - | - | -- | -- | -- | -- | -- | -- | -- | -- | -- | -- | -- | -- | -- | -- | -- | -- | -- | -- | -- | -- | -- | -- | -- | -- | -- | ------ |
| Doelpunten | 1 | 1 | 1 | 2 | 1 | 1 | 3 | 2 | 0 | 1  | 6  | 1  | 3  | 1  | 1  | 0  | 2  | 3  | 2  | 1  | 1  | 4  | 0  | 2  | 0  | 2  | 3  | 0  | 1  | 3  | 0  | 0  | 2  | 1  | 52     |